# オレルビス・マルティネス
オレルビス・ミゲル・マルティネス（Orelvis Miguel Martinez, 2001年11月19日 - ）は、ドミニカ共和国サントドミンゴ出身のプロ野球選手（内野手）。右投右打。MLBのトロント・ブルージェイズ所属。

## 経歴

### プロ入りとブルージェイズ時代
2018年7月2日にアマチュア・フリーエージェントでトロント・ブルージェイズと契約してプロ入り。契約金は350万ドルで、2015年のブラディミール・ゲレーロ・ジュニアの390万ドルに次ぐ、チーム史上2番目の高額だった。
2019年に傘下のルーキー級ガルフ・コーストリーグ・ブルージェイズでプロデビューし、40試合に出場して打率.275、4本塁打、32打点の成績を記録した。
2020年は新型コロナウイルスの影響でマイナーリーグの試合が開催されず、公式戦への出場はなかった。
2021年はA級ダニーデン・ブルージェイズで開幕を迎え、シーズン途中にA+級バンクーバー・カナディアンズへ昇格。2チーム合計で98試合に出場して打率.261、28本塁打、87打点の成績を記録した。
2022年はAA級ニューハンプシャー・フィッシャーキャッツで開幕を迎えた。このシーズンはAA級ニューハンプシャーで30本塁打を記録した。オフに40人ロースター入りした。
2023年はニューハンプシャーで開幕を迎え、7月17日にAAA級バッファロー・バイソンズに昇格した。このシーズンは2チームで合わせて28本塁打を記録した。
2024年6月18日に負傷者リスト入りしたボー・ビシェットに代わりアクティブ・ロースター入りすると、同月21日のクリーブランド・ガーディアンズ戦に「8番・二塁手」でメジャー初出場を果たし、カルロス・カラスコからメジャー初安打を記録した。しかし、同月23日に能力向上薬物の使用により80試合の出場停止処分が下され、同日制限リスト入りした。

## 選手としての特徴
「エイドリアン・ベルトレ2世」の呼び声が高い強肩強打の内野手。

## 詳細情報

### 年度別打撃成績
| 年 度    | 球 団    | 試 合 | 打 席 | 打 数 | 得 点 | 安 打 | 二 塁 打 | 三 塁 打 | 本 塁 打 | 塁 打 | 打 点 | 盗 塁 | 盗 塁 死 | 犠 打 | 犠 飛 | 四 球 | 敬 遠 | 死 球 | 三 振 | 併 殺 打 | 打 率 | 出 塁 率 | 長 打 率 | O P S |
| -------- | -------- | ----- | ----- | ----- | ----- | ----- | -------- | -------- | -------- | ----- | ----- | ----- | -------- | ----- | ----- | ----- | ----- | ----- | ----- | -------- | ----- | -------- | -------- | ----- |
| 2024     | TOR      | 1     | 3     | 3     | 0     | 1     | 0        | 0        | 0        | 1     | 0     | 0     | 0        | 0     | 0     | 0     | 0     | 0     | 1     | 0        | .333  | .333     | .333     | .667  |
| MLB：1年 | MLB：1年 | 1     | 3     | 3     | 0     | 1     | 0        | 0        | 0        | 1     | 0     | 0     | 0        | 0     | 0     | 0     | 0     | 0     | 1     | 0        | .333  | .333     | .333     | .667  |

- 2024年度シーズン終了時

### 年度別守備成績
| 年 度 | 球 団 | 二塁（2B） | 二塁（2B） | 二塁（2B） | 二塁（2B） | 二塁（2B） | 二塁（2B） |
| 年 度 | 球 団 | 試 合      | 刺 殺      | 補 殺      | 失 策      | 併 殺      | 守 備 率   |
| ----- | ----- | ---------- | ---------- | ---------- | ---------- | ---------- | ---------- |
| 2024  | TOR   | 1          | 1          | 4          | 1          | 0          | .833       |
| MLB   | MLB   | 1          | 1          | 4          | 1          | 0          | .833       |

- 2024年度シーズン終了時

### 背番号
- 13（2024年 - ）